# Blanket
In un reattore nucleare il mantello, in inglese blanket, è uno strato di materiale fertile adiacente al nocciolo del reattore che ha la funzione di ricevere i neutroni emessi dalle reazioni nucleari per trasmutare il materiale fertile in isotopi utili alle reazioni che avvengono reattore stesso o nei radionuclidi impiegati dalle tecnologie nucleari. Il blanket quindi riceve direttamente il calore sviluppato dalla reazioni nucleari e pertanto deve essere raffreddato.
In un reattore nucleare a fusione il blanket è una componente fondamentale in quanto consente la continua produzione del trizio necessario a sviluppare le reazioni di fusione nucleare. Nei reattori a fusione il blanket è posto tra la camera sottovuoto (vacum vessel) e il divertore e la sua realizzazione è uno dei maggiori ostacoli da risolvere per la costruzione di un reattore a fusione commercialmente sostenibile. 
La trasmissione dell'energia ottenuta dai processi di fusione nucleare all'interno del reattore è operata essenzialmente facendo scorrere un fluido termovettore all'interno del mantello. Il fluido esce dal mantello e fa girare direttamente una turbina, oppure passa attraverso uno scambiatore di calore e riscalda un secondo fluido destinato a far girare la turbina per la produzione di energia elettrica. Il fluido che scorre nel mantello non può essere acqua in quanto poco efficiente ai fini del rendimento termodinamico. Allo stato attuale degli studi sul reattore a fusione si prevede l'utilizzo di elio o di una lega di piombo e litio.
Il reattore a fusione sperimentale ITER, in via di costruzione in Francia presso Cadarache, prevede l'utilizzo di un mantello per la produzione di trizio. Si prevede che un mantello di questo tipo sarà introdotto anche nel successore di ITER, il reattore DEMO.